# Ніколетте Геллеманс
Ніколетте Геллеманс (нід. Nicolette Hellemans, 30 листопада 1961) — нідерландська академічна веслувальниця.
Срібна призерка Олімпійських Ігор 1984 року в складі парної двійки, бронзова призерка 1984 року в складі вісімки.